# Loch Dionard
Der Loch Dionard ist ein mittelgroßer See in Sutherland im Nordwesten Schottlands (Highland Council Area). Er gehört zur Parish Durness.

## Etymologie
Das Schottisch-Gälische feminine Substantiv loch hat die Bedeutung See oder Fjord. Der Ursprung von dionard ist weniger eindeutig. Wahrscheinlich leitet sich das Wort aus dem Norwegischen dyn fjǫrðr ab – was so viel wie unruhiger, lauter Fjord bedeutet.

## Geographie
Der Loch Dionard liegt auf 108,8 Meter Höhe und bildet den Quellsee des Srath Dionards, der den See in nordnordwestlicher Richtung verlässt. Er bildet Teil der nordwestlichen Highlands und liegt etwa 6,4 Kilometer südlich von Polla am Südende des Loch Eribolls. Die Ortschaften Eriboll, Rhiconich, Achriesgill und Alltnacaillich sind alle rund 10 Kilometer vom See entfernt, sie haben aber verkehrsmäßig keinen Zugang zu ihm. Der nächste Ort mit Geschäften und Dienstleistungsgewerben ist Tongue.
Der See ist von annähernd rechteckiger Gestalt, wobei die 1250 Meter lange Längsachse nach Nordwesten zeigt. Seine Breite beträgt im Durchschnitt 300, maximal bis 370 Meter.
Der Loch Dionard wird eingerahmt von den Bergen Foinaven (911 Meter), Meall Horn (777 Meter), Creag Staonsaid (454 Meter) und Cranstackie (801 Meter).

### Verkehrsverbindung
Der beste Zugang zum Loch Dionard erfolgt über eine Schotterstraße von Norden durch das Tal des Srath Dionards. Diese Verbindung zweigt bei Gualin House von der A838 road in südlicher Richtung ab und folgt über knapp 10 Kilometer dem linken Ufer des Srath Dionards. Von Gualin House kann sowohl Scourie im Südwesten als auch das 18 Kilometer entfernte Durness im Nordosten erreicht werden. Der zweite, 18 Kilometer lange Zugangsweg beginnt am Südostende des Sees und führt in südöstliche Richtung in das Tal des Glen Gollys und weiter nach Alltnacailich mit Straßenanschluss. Hiervon sind 14 Kilometer eine enge, holprige Schotterstraße durch bergiges Gelände. Ein weiterer, ebenfalls recht rauher Zugang, folgt dem Tal des Allt an Easain Ghills aufwärts, zieht nördlich am Creagan Meall Horn (731 Meter) vorbei und steigt dann nach Südwesten ab in Richtung Loch Stack an der A838. Vormals konnte auch noch das östliche Nachbartal des Srath Beags vom Nordende des Sees über einen schlechten Fahrweg erreicht werden.

### Tourismus
Im Vergleich beispielsweise zum wesentlich besser erschlossenen Loch Awe am Canisp (40 Kilometer weiter südlich an der A837 road) führt der Loch Dionard aufgrund seiner Isolation nach wie vor ein touristisches Stiefmütterchendasein. Es befinden sich am See nur einige wenige Hütten. Dennoch sind die Bäche im Süden bei Anglern und ein paar Wanderwege bei Touristen beliebt.

## Hydrographie
Der Loch Dionard wird über mehrere kleinere Bäche gespeist, welche ihn aus südöstlicher Richtung erreichen. Der bedeutendste unter ihnen ist der Allt an Easain Ghill (auch in der Schreibweise Allt an Easain Ghil), der seinerseits aus den Seen An Dubh-Loch und Lochan Ulbha versorgt wird. Diese beiden Seen wiederum empfangen ihr Wasser von den umliegenden Gipfeln Sabhal Mor (703 Meter), Meall Horn und Creagan Meall Horn sowie aus dem Kar Coire Lochan Ulbha. Andere Zuläufe sind der Allt Creag Urbhard (gespeist vom An t-Sail Mhor – 778 Meter), der Allt Horn und der Allt Eilidh a' Chleirich. Letzterer wird vom Loch Sgeireach aus versorgt, welcher dem Creag Staonsaid zu Füßen liegt. Der Überlauf aus dem Loch Fir Dhuirinis erreicht ebenfalls den Loch Dionard. Auch der Loch Fir Dhuirinis erhält sein Wasser vom Creag Staonsaid im Osten, und zwar vermittels des Allt nan Caraichean Duibh.
Der Abfluss des Sees im Norden ist der Srath Dionard.

## Geologie

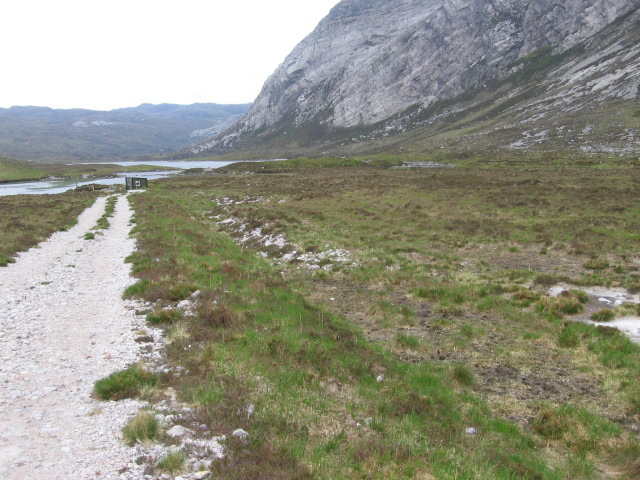
Fahrweg zum Loch Dionard von Gualin House im Norden. An der rechten Talseite der Abbruch des Creag Dionards mit dem Basal-Quartzite-Member, das von kräftigen Schubspänen aus Pipe-Rock-Member überfahren wird.

Der Loch Dionard liegt geologisch überwiegend auf Quarzareniten des kambrischen Pipe Rock Members der Eriboll-Formation (Ardvreck Group). An seiner Nordwestspitze berührt er gerade noch das stratigraphisch darunterliegende Basal Quartzite Member (ebenfalls Eriboll-Formation). Etwas oberhalb der Basis des Basal-Quartzite-Members verläuft innerhalb des Members die Sole-Thrust der Moine Thrust Zone. Auf sie legen sich im Ostabbruch des Creag Dionards 13 größere Duplexe aus Pipe-Rock-Member, die nach Nordnordwest geneigt sind und mit bis zu 35° nach Südsüdost einfallen. Auch der im Osten gegenüberliegende Berghang wird von vergleichbaren Schubspänen aufgebaut. Ab dem Creag Urbhard weiter gegen Südsüdosten versteilen sich die Duplexe zusehends und es treten 18 weitere Schubkeile hinzu. Im Bereich des Allt an Easain Ghill tauchen in den Keilen auch erstmals die An-t-Sròn-Formation und Formationen der Durness Group auf. Schließlich folgt ein mächtiger Schubkeil mit Gneisen des Lewisians, über den dann die eigentliche Moine Thrust mit der Moine Supergroup relativ flach hinweggleitet.

## Kaltzeit
Glaziologisch von Bedeutung sind die Moränen rechts neben dem Loch Dionard, die vom Dionard-Gletscher – einem erneuten Eisvorstoß der Jüngeren Dryas (Englisch Loch Lomond Stadial oder abgekürzt LLS, auch Loch Lomond Readvance) – hier zurückgelassen wurden. Die Eismassen des Dionard-Gletschers wurden zum Teil aus den drei östlichen Corries des Foinavens genährt, stammten aber in der Hauptsache aus dem Einzugsgebiet des Srath Dionards um den Meall Horn, den Creag Staonsaid und sogar über die Wasserscheide hinweg bis hinein in den Glen Golly. Die einzelnen Talungen des Einzugsgebiets werden oft auf ihrer gesamten Länge von Moränenzügen gesäumt, welche gewöhnlich in isolierten Endmoränen enden. Es handelt sich hierbei um gebogene, 5 bis 15 Meter hohe Ketten, die schräg die Talungen hinabstreichen. Zwei Drittel dieser Moränenzüge legte nach ihrer ursprünglichen Ablagerung Verformungen durch erneute Eisvorstöße an den Tag. Rückzugsstadien gaben hierbei Hinweise auf die Bildungsdauer der Moränenzüge während der zweiten Hälfte der Jüngeren Dryas – 3 bis 11 Jahre bei bedeutenderen Gletschern und alle 7 bis 23 Jahre bei kleineren Zungen.
Am Einlauf des Allt an Easain Ghill am Südostende des Sees liegen außerdem einige Drumlins. Gletscherschrammen oberhalb des Moränenfeldes am Berghang im Osten zeigen in die Nord-, Nordnordost- bis Nordostrichtung.

## Ökologie

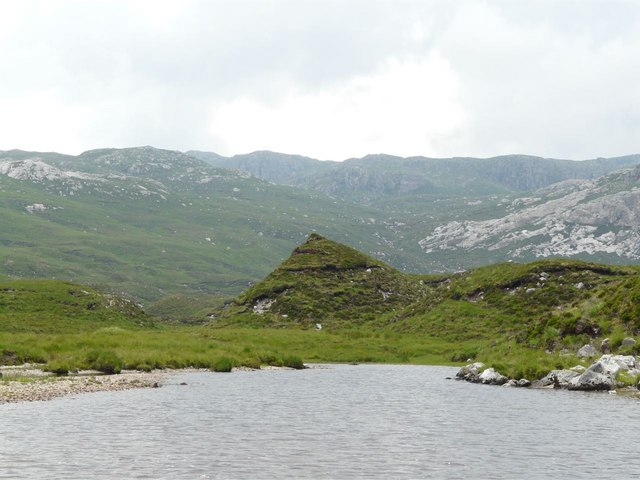
Drumlin am Einlauf des Allt an Easain Ghill

Der Loch Dionard ist zusammen mit dem Foinaven, Cranstackie und dem Meall Horn in einen Site of Special Scientific Interest (SSSI) integriert – den Foinaven Site of Special Scientific Interest. Von speziellem wissenschaftlichen Interesse sind hier vor allem der dystrophische und oligotrophische Loch, aber auch die hervorragend aufgeschlossenen Duplexstrukturen der Moine Thrust Zone. Als schützenswerte Wasserpflanzen fungieren Schwimmendes Laichkraut (Potamogeton natans), Europäischer Strandling (Littorella uniflora), Pfriemenkresse (Subularia aquatica), Wechselblütiges Tausendblatt (Myriophyllum alterniflorum), Wasser-Lobelie (Lobelia dortmanna), Haken-Wasserstern (Callitriche hamulata) und Sechsmänniger Tännel (Elatine hexandra).